# Beniamino Bonomi
Beniamino Bonomi, född den 9 mars 1968 i Verbania, Italien, är en italiensk kanotist.
Han tog OS-silver i K-1 1000 meter och OS-silver i K-2 500 meter i samband med de olympiska kanottävlingarna 2004 i Aten.
Han tog därefter OS-guld i K-2 1000 meter i samband med de olympiska kanottävlingarna 2004 i Aten.
Han tog slutligen OS-silver på samma distans i samband med de olympiska kanottävlingarna 2004 i Aten.